# Borku
Borku, Borkou en francès, és una regió del Txad. Correspon al territori entre el massís del Tibesti i el de l'Ennedi. La regió de Borku-Ennedi-Tibesti és coneguda com a BET, i fou el nucli principal del Frolinat. El control del govern del Txad a la regió és problemàtic. Es tracta d'una zona de palmerars i desert. La muntanya Emi Koussi (3.415 metres) al sud-est, és considerada la seva porta d'entrada. El territori forma un trapezi amb la base més gran al sud de 500 km i el nord format per la frontera de Líbia. La superfície és de 230.000 km². El clima és desèrtic i la calor angoixant als mesos de l'estiu però suau al mesos de l'hivern.
Fou poblat pels nòmades del Tibesti, els tubu, per mitjà de diversos clans. Altres grups vinguts de l'Ennedi i del Ouaddaï es van barrejar amb els tubus i van formar el grup Annakkaza; els àrabs anomenen a tots els habitants com gorans (derivat d'alcorà); la població no és molt important, uns 20000 el 1950. La principal activitat és la pastura, i el territori, apartat de les rutes comercials, va quedar sempre al marge dels esdeveniments polítics. Fins al segle xix l'islam no va substituir al paganisme.
El 1842 els Uled Sliman, fugint dels turcs al Fezzan, es van refugiar al Borku i el van assolar durant 50 anys. El primer europeu que hi va estar fou Gustav Nachtigal el 1871. El 1899 va quedar dins l'esfera d'influència francesa per acord amb la Gran Bretanya. Després del 1900 foren els sanusiyya que es replegaven del Regne de Kanem-Bornu i del Manga el que es van instal·lar a la zona, especialment a N'Galakka i a Woun (després Faya o sota els francesos Faya-Largeau, i modernament altre cop Faya); les zawiyes sanusites, especialment la de Gouro, foren centres de difusió de l'islam, d'explotació agrícola, i centres intel·lectuals; el 1907 els francesos van respondre a les incursions sanusites ocupant temporalment N'Galakka, un dels principals centres dels atacants; el 1911 es van establir les primeres (i darreres) guarnicions turques, que es van retirar el 1912. El 1913 el territori fou ocupat per França i va formar un departament junt amb Ennedi i Tibesti; els departaments van passar a ser regions el 1947 i prefectures el 1960, altre cop departaments 1999, i regions amb departaments el 2002.